# USS LST-851
O USS LST-851 foi um navio de guerra norte-americano da classe LST que operou durante a Segunda Guerra Mundial.Transferido para a Marinha Argentina em 1948 e renomeado ARA Cabo San Bartolome (BDT-1).